# Vapor Cloud Explosion
Vapor Cloud Explosion (VCE) sono le esplosioni delle nubi di vapore e sono tra le esplosioni più pericolose  e distruttive nelle industrie chimiche. 
Queste esplosioni avvengono in una sequenza di passi:
1. improvviso rilascio di una grande quantità di vapore infiammabile
2. dispersione del vapore nell'ambiente circostante
3. accensione della nube di vapore

Le VCE sono difficili da caratterizzare per via dei numerosi parametri necessari. Inoltre i dati raccolti da eventi reali sono inaffidabili e difficili da confrontare.
Studi qualitativi hanno dimostrato che: la probabilità di accensione aumenta all'aumentare delle dimensioni della nube, gli incendi sono più comuni delle esplosioni, l'efficienza dell'esplosione è solitamente piccola (circa il 2% dell'energia di combustione viene convertita in energia dell'onda d'urto).